# FHL 1908
Sezona 1907/08 lige FHL je bila peta sezona lige. Po smrti Buda McCourta in izstopanju moštev iz lige so ostala le še tri moštva. Od prejšnje sezone sta ostala Ottawa Victorias in Cornwall Hockey Club.  Liga, ki je bila poprej amaterska, je sedaj sestojila zgolj iz profesionalnih moštev in se je zato razglašala za Federal Hockey League. Mesto Brockvilla je zapolnilo moštvo Renfrew Creamery Kings iz lige Upper Ottawa Valley Hockey League, ki je domače tekme igralo v Brockvillu. Ta situacija je naposled privedla do tega, da je liga zaustavila svoje delovanje. Renfrew je v ligi igral tudi naslednjo sezono, tedaj je domače tekme igral v Renfrewu. 

## Sezona
Sezona ni trajala niti en mesec. Predčasno se je končala 22. januarja 1908. Brockville, ki je najel Renfrew za igranje svojih tekem, je obvestil Cornwall, da ne bodo igrali tekme 23. januarja. Navedli so razlog, da je igranje zavrnilo moštvo Ottawa Victorias, ki bi igralo proti Renfrewu, ki je igral v dresih Brockvilla.  Renfrew je nadaljeval z igranjem v ligi Upper Ottawa Valley League, dokler ni tudi ta razpadla. Zatem je do konca sezone igral ekshibicijske tekme. 

### Izidi
| Mesec  | Dan | Gosti     | Izid | Gostitelji | Izid |
| ------ | --- | --------- | ---- | ---------- | ---- |
| Januar | 10  | Victorias | 2    | Cornwall   | 4    |
| Januar | 13  | Cornwall  | 0    | Brockville | 12   |
| Januar | 19  | Cornwall  | 5    | Victorias  | 8    |
| Januar | 21‡ | Victorias | -    | Brockville | -    |

‡ Victoriasi so zavrnili, da bi igrali proti Brockvillu, ki je bil sestavljen iz igralcev Renfrewa. 

## Izziv za Stanleyjev pokal
Med sezono so Victoriasi kot prvaki iz leta 1907 izzvali lastnike Stanleyjevega pokala, moštvo Montreal Wanderers. Victoriasi niso bili kos Wanderersom, saj so obe tekmi izgubili z veliko razliko. 

### Wanderers: Ottawa
Wanderersi so zmagali z 9-3 in 13-1, skupaj 22-4. 
| Datum                                    | Zmagovalec         | Izid | Poraženec        | Lokacija       |
| ---------------------------------------- | ------------------ | ---- | ---------------- | -------------- |
| 9. januar 1908                           | Montreal Wanderers | 9–3  | Ottawa Victorias | Montreal Arena |
| 13. januar 1908                          | Montreal Wanderers | 13–1 | Ottawa Victorias | Montreal Arena |
| Montreal je zmagal s skupnim izidom 22-4 |                    |      |                  |                |